# Multiplikator (Volkswirtschaft)
Als Multiplikator wird in der Volkswirtschaftslehre ein Faktor bezeichnet, der angibt, in welchem Umfang sich ein ursprünglicher wirtschaftlicher Impuls (unabhängige Variable) auf eine zu erklärende Größe (abhängige Variable) auswirkt. Entsprechen sich die Änderungsraten der unabhängigen und der abhängigen Variablen, so ist der Multiplikator gleich Eins. Zumeist werden mit dem Konzept aber Kausalzusammenhänge erklärt, bei denen sich die abhängige Variable um ein Mehrfaches der unabhängigen ändert (Multiplikator ist größer als Eins).
Die Bezeichnung Multiplikator ist ein Terminus technicus und wird vor allem im Rahmen des Keynesianismus verwendet. Zusammen mit dem Akzeleratorprozess ist der Multiplikatorprozess respektive der Multiplikatoreffekt ein wesentlicher Mechanismus, durch den es zu einer Selbstverstärkung wirtschaftlicher Impulse kommt. Wirtschaftspolitische Verwendung findet das Multiplikatorprinzip beziehungsweise die Multiplikatortheorie hauptsächlich im Rahmen der Frage einer Stimulierung der gesamtwirtschaftlichen Nachfrage sowie der Geldpolitik.

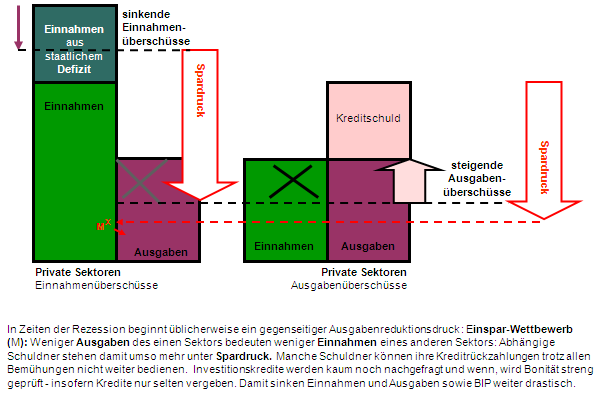
Beispiel negativen Multiplikatoreffekts (Negativ-Wettbewerb)

## Multiplikatoren im Rahmen der gesamtwirtschaftlichen Nachfrage
Die keynesianische Theorie nutzt das Multiplikatorkonzept zur Erklärung diverser Zusammenhänge im Rahmen der gesamtwirtschaftlichen Nachfrage. Werden beispielsweise die Staatsausgaben um einen bestimmten Betrag erhöht, erhöhen diese nicht um denselben Betrag die Gesamtnachfrage (dann wäre der Multiplikator gleich eins), sondern um einen noch größeren Betrag.
Der Grund dafür ist, dass der Multiplikatorprozess in mehreren Stufen abläuft. Auf der ersten Stufe führt die Erhöhung der Staatsausgaben (Primärimpuls) zu einer gleich großen Erhöhung des Einkommens. Bei einer Konsumquote c > 0 wird ein Teil des erhöhten Einkommens für zusätzliche Konsumausgaben eingesetzt, die ebenfalls auf der nächsten Stufe das Einkommen anderer Wirtschaftssubjekte vergrößern. Der Expansionsprozess setzt sich fort, allerdings mit abnehmender Wirkung, da die Haushalte jeweils einen Teil der zusätzlichen Einkommen einsparen. Die Ersparnisse werden dem Ausgaben-Einkommen-Kreislauf entzogen und führen zu so genannten „Sicker-Effekten“ im Expansionsprozess, bis dieser im neuen Gleichgewicht ganz zum Erliegen kommt. Seine gesamte Stärke und Dauer sind umso größer (kleiner), je kleiner (größer) die Sparquote ist.
In der Summe wird die Gesamtnachfrage um ein Mehrfaches des ursprünglichen Impuls erhöht.

Arithmetische Ermittlung des Multiplikatoreffekts

Die arithmetische Ermittlung des Multiplikatoreffektes kann am Beispiel in der Abbildung rechts nachvollzogen werden.
Als Multiplikator kommen im Rahmen der Nachfrageförderung alle Bestandteile der gesamtwirtschaftlichen Nachfrage
{\displaystyle Y=C+I+G+X-Im}
in Frage. Allerdings steht im Allgemeinen die staatliche unmittelbar beeinflussbare Staatsnachfrage G im Vordergrund.
- Y: Inlandsprodukt, Nationaleinkommen
- C: Konsumnachfrage
- I: (Netto-)Investitionen
- G: Staatsnachfrage
- Ex = X: Exporte
- Im: Importe

### Staatsausgabenmultiplikator
Der Staatsausgabenmultiplikator gibt an, um welches Vielfache sich das Bruttoinlandsprodukt erhöht, wenn die Staatsausgaben erhöht werden. Grundannahme ist hier die Existenz einer geschlossenen Volkswirtschaft.
Der Multiplikator kann mittels einer einfachen Rechnung aus der Formel für gesamtwirtschaftliche Nachfrage: {\displaystyle Y=C+I+G} hergeleitet werden.
- Y: gesamtwirtschaftliche Nachfrage, BIP
- C: Konsumnachfrage
- I: Investitionen
- G: Staatsausgaben
- c: marginale Konsumquote, die angibt, wie viel von einem zusätzlichen Euro Einkommen Y konsumiert wird
- s: marginale Sparquote (1 – c), die entsprechend angibt, wie viel von einem zusätzlichen Euro Einkommen Y gespart wird

Betrachtet man das BIP gleichzeitig als Indikator des Gesamteinkommens, von dem die Konsumausgaben abhängen, so lässt sich die Konsumfunktion folgend darstellen:
{\displaystyle C=C_{0}+c\cdot Y}
Die Konsumnachfrage besteht aus einem autonomen (vom Einkommen unabhängigen) Konsum C0 und einem variablen, einkommensabhängigen Konsum {\displaystyle c\cdot Y}.
Das Einsetzen der Konsumfunktion in die erste Formel ergibt:
{\displaystyle Y=C_{0}+c\cdot Y+I+G}
Bringt man cY auf die linke Seite und klammert Y anschließend aus, erhält man:
{\displaystyle (1-c)\cdot Y=C_{0}+I+G}
Weiterhin wird angenommen, dass die Investitionen I und autonome Konsumausgaben C0 zunächst konstant sind. In diesem Fall hängt die Änderung des Gleichgewichtseinkommens nur von der Änderung der Staatsausgaben ab. Durch Auflösen nach Y erhält man die Lösung:
{\displaystyle \Delta Y={\frac {\Delta G}{1-c}}={\frac {\Delta G}{s}}}
oder als geometrische Reihe:
{\displaystyle \Delta Y=\sum \limits _{t=0}^{\infty }c^{t}\cdot \Delta G}.
Der Multiplikator ist der Kehrwert der Sparquote:
{\displaystyle M={\frac {1}{1-c}}={\frac {1}{s}}}.
Damit ändert sich das Einkommen nach der Formel:
{\displaystyle \Delta Y=M\cdot \Delta G}.
Weil {\displaystyle s} (bzw. {\displaystyle c}) im Intervall {\displaystyle ]0,1[} liegt, ist der Multiplikator {\displaystyle {\frac {1}{s}}} stets größer-gleich 1 {\displaystyle (M\geq 1)}. Es wird damit also ein selbstverstärkendes, nachhaltiges Wachstum induziert. Zudem wird hier deutlich, dass der Multiplikator umso höher ist, je niedriger die Sparquote bzw. je höher die Konsumneigung im jeweiligen Land ist.

#### Erweiterter Staatsausgabenmultiplikator bei Steuern
Eine Einkommensteuer führt zu einem geringeren Multiplikatoreffekt und die Gleichung verändert sich zu:
{\displaystyle Y=C_{0}+c\cdot Y^{v}+I+G}
In der Gleichung entspricht {\displaystyle Y^{v}=(1-t)\cdot Y} dem „Verfügbaren Einkommen“ bei einem Steuersatz von {\displaystyle t}. Ersetzt man {\displaystyle Y^{v}} und löst nach {\displaystyle Y} auf, so ergibt sich:
{\displaystyle Y={\frac {C_{0}}{(1-c+c\cdot t)}}+{\frac {I}{(1-c+c\cdot t)}}+{\frac {G}{(1-c+c\cdot t)}}}
Unter der Annahme, dass die Investitionen und der autonome Konsum zunächst konstant bleiben ergibt sich als Multiplikatoreffekt bei Steuern:
{\displaystyle M_{\text{Steuer}}={\frac {1}{1-c+c\cdot t}}}

#### Erweiterter Staatsausgabenmultiplikator bei Steuern und Crowding Out (Investitionen nicht konstant)
Unter der Annahme, dass die Staatsausgaben kreditfinanziert sind, führt diese zusätzliche Geldnachfrage zu einem Anstieg der Zinsen. Die steigenden Zinsen führen zu einem Sinken der Investitionen.
{\displaystyle z_{i}}: Zinselastizität der Investitionen
{\displaystyle m_{i}}: Zinselastizität der Geldnachfrage
{\displaystyle M_{\text{Steuer + Crowding Out}}={\frac {1}{1-c+c\cdot t+{\frac {z_{i}}{m_{i}}}}}}

### Investitionsmultiplikator
Gemäß dem Investitionsmultiplikator führt eine exogene Erhöhung der Investitionsnachfrage genau im selben Maß wie eine Ausdehnung der Staatsausgaben zu einer Nachfrageerhöhung. Die Herleitung kann analog dem Staatsausgabenmultiplikator durchgeführt werden. Das Modell unterliegt wie der Staatsausgabenmultiplikator der Annahme einer geschlossenen Volkswirtschaft.
Die Erhöhung der gesamtwirtschaftlichen Nachfrage berechnet sich nach:
{\displaystyle \Delta Y={\frac {\Delta I}{1-c}}={\frac {\Delta I}{s}}}
beziehungsweise als geometrische Reihe:
{\displaystyle \Delta Y=\sum \limits _{t=0}^{\infty }c^{t}\cdot \Delta I}.
Zu beachten ist, dass das Prinzip des Investitionsmultiplikators nur dann funktioniert, wenn dauerhafte Änderungen der autonomen Investitionen gegeben sind.

### Exportmultiplikator
In einer offenen Volkswirtschaft ist zu berücksichtigen, dass ein Teil der steigenden Nachfrage durch Importe aus dem Ausland befriedigt wird. Der Wert des Multiplikators wird geringer, je größer die Importneigung m ist.
Im Falle einer offenen Volkswirtschaft mit autonomer (also unabhängig vom Einkommen Y gegebenen) Nettoinvestition, autonomem Export X, einkommensabhängigem Konsum
{\displaystyle C=c\cdot Y}
und ebenfalls einkommensabhängigem Import
{\displaystyle Im=m\cdot Y}
gilt bei Vernachlässigung der ökonomischen Aktivität des Staats:
{\displaystyle \Delta Y={\frac {\Delta X}{1-c+m}}={\frac {\Delta X}{s+m}}}
respektive als geometrische Reihe
{\displaystyle \Delta Y=\sum \limits _{t=0}^{\infty }c^{t}\cdot \Delta X}.
Der Multiplikator ist also:
{\displaystyle {\frac {1}{1-c+m}}={\frac {1}{s+m}}}.
Wenn die ökonomische Aktivität durch zusätzlichen Export einen Anstoß empfängt, erhöht sich das Einkommen Y umso mehr, je weniger in die Ersparnis „versickert“ oder je weniger der zusätzlichen Nachfrage durch Importe Im aus dem Ausland befriedigt wird, je kleiner also s, die marginale Sparquote und die Importneigung m ist. In umfassenderen Modellen werden Rückwirkungen auf das Ausland mit in Betracht gezogen. Die dem Ausland zugute kommende Nachfrage wird auch dort zum Teil durch Importe befriedigt, was die Exporte des eigenen Landes erhöhen kann.

### Steuermultiplikator
Eingriffe des Staates können die wirtschaftliche Entwicklung auf unterschiedliche Weise stimulieren. Auf der einen Seite können die Staatsausgaben erhöht und auf der anderen Seite die Steuern gesenkt werden, um dadurch das verfügbare Einkommen der privaten Haushalte zu erhöhen und somit die einkommensabhängige Konsumnachfrage zu steigern.
Der Steuermultiplikator gibt an, um wie viel sich das Volkseinkommen ändert, wenn eine Änderung der direkten Steuern durchgeführt wird.
In einer geschlossenen Volkswirtschaft mit aktiver Fiskalpolitik unterscheidet man zwischen dem Volkseinkommen und dem verfügbaren Einkommen. Für das verfügbare Einkommen der privaten Haushalte gilt:
{\displaystyle Y_{V}=Y-T_{\text{dir}}+Tr}
mit
{\displaystyle T_{\text{dir}}}: direkte Steuern,
{\displaystyle Tr}: Transferzahlungen.
Die Formel für das Gleichgewichts-Volkseinkommen lautet:
{\displaystyle Y=C\cdot (Y-T_{\text{dir}}+Tr)+I+G}
Direkte Steuern {\displaystyle T_{\text{dir}}} werden proportional zum Einkommen erhoben:
{\displaystyle T_{\text{dir}}=t\cdot Y}.
Für die Konsumnachfrage {\displaystyle C} unter Berücksichtigung des Steueraspekts gilt:
{\displaystyle C=C_{0}+c\cdot (Y-(t\cdot Y)+Tr)}.
Hier wird deutlich, dass höhere Steuern die Konsumneigung der Haushalte senken.
C0 = Ca: autonomer Konsum privater Haushalte
G: staatliche Nachfrage
I: Investitionen der Unternehmer
t: Steuertarif
c: marginale Konsumquote
Eine Änderung des Volkseinkommens durch die Änderung der direkten Steuern wird in folgender Beziehung zum Ausdruck gebracht:
{\displaystyle \Delta Y=-{\frac {c\cdot \Delta T_{\mathrm {dir} }}{1-c}}=-{\frac {c\cdot \Delta T_{\mathrm {dir} }}{s}}}
respektive als geometrische Reihe:
{\displaystyle \Delta Y=\sum \limits _{t=0}^{\infty }c^{t}\cdot \Delta T_{\mathrm {dir} }}.
Dieser vereinfachte Multiplikator unterscheidet sich nur im Vorzeichen und im Primäreffekt der Expansion von den anderen Multiplikatoren. Er ist negativ, weil das Einkommen beim Anstieg der Steuern sinkt und umgekehrt. Der Ausdruck {\displaystyle (c\cdot \Delta T_{\text{dir}})} sagt aus, dass beispielsweise der Betrag einer Steuersenkung nur zum Teil (abhängig von der Konsumneigung c) wieder ausgegeben wird, der andere Teil wird gespart. Somit hat hier der Primäreffekt eine indirekte (gedämpfte) Wirkung auf die Nachfrage, die aber wiederum weitere Sekundäreffekte induziert und das Volkseinkommen um Mehrfaches erhöht.

### Berechnung mittels der Differentialrechnung
Der Multiplikator kann ebenfalls durch Differenzieren der Gütermarkt-Gleichgewichtsbedingung: {\displaystyle Y=C+I=cY+I} berechnet werden.
Das totale Differential lautet:
{\displaystyle \Delta Y={\frac {\partial C}{\partial Y}}\cdot \Delta Y+\Delta I}.
Nach Umformung und Einsetzen von {\displaystyle {\frac {\partial C}{\partial Y}}\equiv c} resultiert:
{\displaystyle (1-c)\cdot \Delta Y=\Delta I}
Letztendlich wird nach der unbekannten endogenen Größe {\displaystyle \Delta Y} aufgelöst:
{\displaystyle \Delta Y={\frac {\Delta I}{1-c}}={\frac {\Delta I}{s}}}.
Man erhält den bereits bekannten Multiplikator {\displaystyle {\frac {1}{1-c}}}.

### Haavelmo-Theorem
Das Haavelmo-Theorem besagt, dass eine Erhöhung der Staatsausgaben selbst dann das Gleichgewichtseinkommen auf dem Gütermarkt erhöht, wenn diese durch die Steuererhöhung finanziert wird.
Es gilt also: {\displaystyle {\frac {\mathrm {d} Y}{\mathrm {d} G}}=1}.

## Geldschöpfungsmultiplikator
Analog definiert ist der Geldschöpfungs-Multiplikator. Er gibt an, wie stark sich die Geldmenge erhöht, wenn die Zentralbank einen geldpolitischen Impuls gibt. Er ist umso niedriger, je höher die Mindestreserve- und die Liquiditätsreservesätze sind.

## Kritische Betrachtung der Multiplikatortheorie
Das Modell des keynesianischen Multiplikators basiert auf einer Reihe von Annahmen und geht von einem stark vereinfachten Bild makroökonomischer Strukturen aus. Die Frage nach der Anwendbarkeit dieses theoretischen Modells in der Praxis hängt vom Einzelfall ab und kann nicht pauschal beantwortet werden.
Im nachfolgenden Beispiel soll einer der Kritikpunkte zur Wirkungsweise des Multiplikators aufgegriffen werden.
Wie bereits festgestellt, hängt der Multiplikatoreffekt unter anderem von der marginalen Konsumneigung der Haushalte c ab. Je größer die Konsumneigung, desto größer der Multiplikatoreffekt. So ergibt sich beispielsweise bei {\displaystyle c=0{,}8} ein Multiplikator von {\displaystyle M={\frac {1}{1-0{,}8}}=5} und bei {\displaystyle c=0{,}5} ein Multiplikator von {\displaystyle M={\frac {1}{1-0{,}5}}=2}
Es wird folgende Annahme getroffen:
- Der Multiplikatoreffekt dauert 3 Einkommensverbreitungsperioden (1 Periode = durchschnittlich 2 Monate),
- Für die zusätzliche Primärinvestition gilt: {\displaystyle I=100}.

Für {\displaystyle M=5} und {\displaystyle c=0{,}8} ergibt sich die Reihe: {\displaystyle I+I\cdot c+I\cdot c^{2}+I\cdot c^{3}=100+100\cdot 0{,}8+100\cdot 0{,}8^{2}+100\cdot 0{,}8^{3}=295{,}20=59\ \%\ {\text{von}}\ 500}
Für {\displaystyle M=2} und {\displaystyle c=0{,}5} ergibt sich die Reihe: {\displaystyle I+I\cdot c+I\cdot c^{2}+I\cdot c^{3}=100+100\cdot 0{,}5+100\cdot 0{,}5^{2}+100\cdot 0{,}5^{3}=187{,}50=94\ \%\ {\text{von}}\ 200}
Wir erhalten nach 6 Monaten bei {\displaystyle M=2} 94 % des „vollen“ Multiplikators, bei {\displaystyle M=5} sind es dagegen nur 59 % des „vollen“ Multiplikators. Es muss also mitberücksichtigt werden, dass ein größerer Multiplikator eben mehr Zeit erfordert, um seine volle Wirkung zu entfalten. Das Problem besteht darin, dass die zeitliche Verzögerung sich in der Realität erheblich von dem im Modell unterscheiden kann.
Zum wesentlichen Kritikpunkt gehört sicherlich auch der Fakt, dass das Multiplikatormodell statisch ist und keine Dynamik erfasst. Würde sich eines der Parameter wie zum Beispiel marginale Konsumquote kurzfristig ändern, so könnte es unter Umständen zu abweichenden Ergebnissen kommen.
Ein weiterer negativer Aspekt des Multiplikators kann sich bei staatlichen Investitionen während einer Hochkonjunktur-Phase zeigen. Bei Vollauslastung der Produktionskapazitäten würden zusätzliche Investitionen zum Anstieg des Preisniveaus führen und somit das Volkseinkommen zwar nominal, aber nicht oder nur gering real erhöhen. Dies würde zur Entwertung des Geldes führen.
Außerdem muss beachtet werden, dass der Multiplikator seine Wirkung sowohl „nach oben“ als auch „nach unten“ zeigt. Sinken bspw. die Staatsausgaben, so würden auch Konsumausgaben der privaten Haushalte und Investitionsausgaben der Unternehmen sinken. Dies würde einen multiplikativen Effekt auslösen und zu einem überproportionalen Rückgang des Volkseinkommens führen. Genau dies scheint aber gegenwärtig in der Euro-Zone als Folge der Austeritätspolitik beobachtbar zu sein.
Da die genaue Bestimmung der Dauer eines Multiplikatorprozesses in der Praxis problematisch ist, ist es nicht auszuschließen, dass sich mehrere Multiplikatorprozesse überlagern und sich somit in ihrer Wirkung verstärken oder auch kompensieren. Dies macht eine exakte Ermittlung der Multiplikatorwirkung kaum möglich.
Die tatsächliche Größe der Multiplikatoren staatlicher Finanzpolitik, im Zusammenhang mit der „Sparpolitik“, ist umstritten.